# Ronald Douglas
Pour les articles homonymes, voir Douglas.
Ronald George Douglas est un mathématicien américain né le 10 décembre 1938 à Osgood, dans le comté de Ripley, mort le 27 février 2018.

## Biographie
Douglas a fait ses études à l'Institut de technologie de l'Illinois, où il obtenu son bachelor's degree en 1960. En 1962, il a soutenu à l'université d'État de Louisiane un Ph.D., dirigé par Pasquale Porcelli. Il a ensuite été instructeur puis professeur à l'université du Michigan et, à partir de 1969, à l'université d'État de New York à Stony Brook. Il y a été président de la faculté de mathématiques de 1971 à 1973, doyen pour la physique et les mathématiques de 1986 à 1990 et à partir de 1990, vice-président. De 1996 à 2002, il a présidé l'université Texas A&M. Il y est devenu ensuite distinguished professor en mathématiques.
En 1965-66, il était à l'IAS (Institute for Advanced Study) et en 1974, chercheur invité à l'université de Newcastle[Laquelle ?]. Il a été professeur invité à l'université d'Aarhus, à l'institut Mittag-Leffler, à l'université nationale australienne (1991), à l'université de Tel Aviv et à celle du Sichuan. En 1978, il a donné les Hermann Weyl Lectures à l'IAS et a été conférencier invité au Congrès international des mathématiciens à Helsinki.
Il travaille en analyse fonctionnelle et en théorie des algèbres d'opérateurs. Lawrence G. Brown, Ronald G. Douglas et Peter Fillmore ont développé la théorie des extensions de C*-algèbres (de), nommée d'après leurs initiales la « BDF-théorie », introduisant en théorie des opérateurs des techniques de topologie algébrique.
Douglas est membre de l'American Mathematical Society (AMS) et de l'Association américaine pour l'avancement des sciences (AAAS). Il a été boursier Guggenheim en 1980-1981 et boursier Sloan de 1968 à 1974.
Il est le père du physicien Michael R. Douglas (en).

## Sélection de publications
- Banach Algebra Techniques in Operator Theory, Academic Press, [lire en ligne] — 2e éd. : GTM no 179, 1998 [lire en ligne] DOI 10.1007/978-1-4612-1656-8
- Banach Algebra Techniques in the Theory of Toeplitz Operators, AMS, 1973 [lire en ligne]
- C*-algebras Extensions and K-Homology, Annals of Mathematical Studies, vol. 95, Princeton University Press, 1980 [lire en ligne]
- (avec Vern Paulsen) Hilbert Modules over Function Algebras, Longman, Research Monograph, Harlow, 1989
- (en) L. G. Brown, R. G. Douglas et P. A. Fillmore, « Extensions of C*-algebras and K-homology », Ann. Math., vol. 105,‎ 1977, p. 265-324 (JSTOR 1970999)